# ピーテ・サーミ語
ピーテ・サーミ（ピーテ・サーミご、Pite Sami）は、サーミ語の一種である。スウェーデンとノルウェーで話されてきた。危機に瀕する言語 であり、話者数は25~50人しか残っておらず 、現在はスウェーデン側のArjeplog とen:Arvidsjaur、 Arjeplog の北部のピーテ川流域で話される。